# ÖFA-kollektivet
ÖFA-kollektivet, bildat 2004, är ett feministiskt svenskt scenkonstkollektiv. 
ÖFA-kollektivet har 22 medlemmar. 2014 firade de 10-årsjubileum och har under åren producerat fem föreställningar för scen, gjort ett antal framträdanden i Sverige och i utlandet samt medverkat i en mängd arrangemang av ÖFA:Danceoke, som är en fysisk form av karaoke. 
Enskilda medlemmar gjort en mängd framträdanden som medproducerats av ÖFA-kollektivet. Föreställningarna omfattar dans, teater, film, musik och inkluderar ofta publikdeltagande. Många av ÖFA-kollektivets projekt har gjorts i samarbete med Moderna dansteatern i Stockholm.

## Föreställningar (i urval)
- Var god tag plats! (Reginateatern, Uppsala 2006)
- ÖFA: Vårkonsert (Rosenlundsteatern, Stockholm, 2008)
- ÖFA: Hemligheter (Uppsala, 2008, samt turnerade på högstadier)
- ÖFA: DANCE (Stockholms stadsteater, Skärholmen, 2010)
- ÖFA: What happens in Uppsala stays in Uppsala (Uppsala stadsteater, 2014)
- ÖFA: MONSTER, (Zebradans, Stockholm, 2015)